# ヘリン (NewJeans)
ヘリン（朝: 해린、本名: カン・ヘリン、朝: 강해린 、漢: 姜諧潾、英: Kang Haerin、2006年5月15日 - ）は韓国の歌手。2022年デビューの女性アイドルグループ「NewJeans」のメンバー。

## 略歴
2006年5月15日、ソウル特別市銅雀区新大方洞に生まれる。学生時代は京畿道の小学校・中学校に通っていた。中学2年生の時に、練習生になる為に中学校を中退。後に中学校の学力認定試験に合格している。
2022年7月22日、NewJeansのメンバーとしてデビュー。
2023年4月26日、Diorのジュエリー部門にてグローバルアンバサダー、ファッション部門、ビューティー部門にてハウスアンバサダーに就任。

## 人物
- 身長は164.5cm、血液型はB型[2]。

- 猫目が特徴的である。

- 趣味は音楽鑑賞と読書[3]。

- ルーティンは寝る前にアロマを焚くこと[3]。

- 好きな食べ物は、トマト、芋類、刺身、韓国料理、ナッツ類[3]。

- 静かな性格で、テンションの上がったメンバーを見守ることが多いが、イタズラもよくする。自身のことを「不思議な魅力がある」と紹介している。

- カエルが好きで、DittoとOMGの Performance videoの撮影中には、｢かえるのピクルス」のトマトカエルの魅力を早口で話していた[4]。

## ディスコグラフィ

### 作詞作曲
- New Jeans - NewJeans（2023年7月7日、作詞）